# Новогригоровка (Генический район)
Новогриго́рьевка — село в Генической городской общине Генического района Херсонской области Украины. Расположено в 31 км от районного центра, в 12 км от ближайшей железнодорожной станции Сокологорное на линии Мелитополь — Новоалексеевка, и в 9 км от автодороги Харьков — Симферополь (Москва-Симферополь).
Население Новогригорьевки составляет более 2-х тысяч человек.

## Новогригорьевка времен СССР[1]
В 1887 г. крестьяне Новогригорьевки по примеру соседних сел впервые произвели распределение земли соответственно количеству мужских душ (на душу приходилось 9,6 десятины). В связи с недостатком рабочего скота и инвентаря 209 хозяйств прибегали к супряге, 99 хозяйств имели 384 лошади и засевали значительные участки, у 16 кулацких семей числилось достаточное количество рабочего скота, 163 плуга, 32 буккера, 243 косилки, использовался труд батраков.
В конце XIX в. Новогригорьевка представляла собой большой населенный пункт. Однако она имела довольно неприглядный вид — тесные низенькие мазанки бедняков, кривые узенькие улочки, которые в непогоду становились непроходимыми. Только в центре села выделялись добротные кирпичные дома местных богатеев. В Новогригорьевке были почтовая станция, 2 заезжих двора, кирпичный завод, 28 лавок. Собирались воскресные базары, весной и осенью — ярмарки. В селе часто вспыхивали эпидемии, однако жители практически не получали медицинской помощи. Небольшая земская больница на 10 коек открылась только в 1916 г. Здесь работали врач и фельдшер. В тесной глинобитной избе ютилось земское двухкомплектное училище, открытое в 1868 г. В 1882/83 учебном году его посещали 87 мальчиков и 11 девочек, здесь работали два учителя. Большинство жителей села не умело ни читать, ни писать, поэтому земство по просьбе общины открыло здесь в 1905—1910 гг. ещё три однокомплектных училища. Функционировала церковноприходская одноклассная школа.
Революционные события 1905—1907 гг. охватили и Новогригорьевку. Крестьянская беднота с большим интересом знакомилась с революционными прокламациями, которые призывали силой захватывать помещичью землю, подниматься на борьбу с царизмом. Летом 1905 года она сожгла хлеб на нескольких десятках десятин соседних помещичьих земель. В конце марта 1906 г. на улицах села были разбросаны антиправительственные листовки. Их распространяли члены местной подпольной ячейки РСДРП, которая была создана в 1905 г. Листовки призывали крестьян поддержать борьбу рабочих против самодержавия. В них выдвигались требования: передача земли трудовому народу, повышение заработной платы городских и сельских рабочих, всеобщее бесплатное образование, аннулирование выкупных платежей, снижение цен на товары первой необходимости. Заканчивалась листовка призывом: «Одумайтесь! Возьмитесь за свое же дело! Не ожидайте мнимых обещаний! Довольно спать! Смело и дружно пойдем вперед! Спешите же, пока не поздно! Скорей!».
Столыпинская аграрная реформа принесла крестьянам села массовое разорение. Бедняки вынуждены были сдавать свои наделы в аренду или продавать их. Первая мировая война значительно ухудшила и без того тяжелое положение трудящихся. Мужчин призывного возраста отправили на фронт. В селе было реквизировано большое количество лошадей и повозок. Нехватка рабочих рук и тягла привела к сокращению посевных площадей, бедняцкие хозяйства быстро разорялись. Свержение самодержавия в результате Февральской буржуазно-демократической революции не изменило материального положения трудящихся. Надежды крестьян на получение земли не оправдались. Коренные преобразования начались в селе только после победы Великого Октября. Советская власть в селе была установлена в январе 1918 г., тогда же образован ревком. В апреле 1918 г., когда село оккупировали германо-австрийские войска, ревком ушел в подполье. Большевик Т. Д. Пиляев организовал партизанский отряд. В конце года был создан ещё один отряд народных мстителей под командованием Кашавцева. Оба отряда насчитывали 273 человека. В октябре германо-австрийские войска оставили село. В декабре Новогригорьевку захватили деникинцы. В январе 1919 г. отряд Т. Д. Пиляева, поддержанный восставшими крестьянами из соседних сел, выбил врага из села. Отряд Кашавцева в 1919 г. влился во вторую батарею 58-й стрелковой дивизии 12-й армии. Когда в мае село опять захватили деникинцы, партизаны отряда Т. Д. Пиляева стали действовать невдалеке от Новогригорьевки — в районе железнодорожных станций Сокологорное и Юрицыно. За героизм, проявленный в боях против врагов Советской власти, новогригорьевцы — командир взвода П. К. Геращенко, командир батареи Л. 3. Онищенко, корректировщик И. А. Трощин и комиссар А. Ф. Чванин — были награждены орденом Красного Знамени.
19 января 1920 г. Новогригорьевка была освобождена от деникинцев. Ревком, возглавляемый бывшим красноармейцем, местным крестьянином А. Г. Пичко, наладил помощь беднейшим крестьянам, семьям красноармейцев, проводил заготовку хлеба для Красной Армии. В конце мая был создан КНС, который взял на учёт кулацкую землю, рабочий скот и инвентарь, реквизировал излишки хлеба у местных богачей, организовал выполнение продразверстки. В июне 1920 г. село захватили врангелевцы. Они забирали у населения скот, продовольствие, разграбили больницу. 2 ноября 1920 г. части 5-й кавалерийской дивизии 13-й армии освободили село от белогвардейцев. Возобновили работу ревком и КНС, которые помогали выполнять продразверстку, обеспечивали продовольствием красноармейцев. Учитывая острую нехватку предметов первой необходимости, КНС заботился об обеспечении ими прежде всего беднейших семей. Преодолевая огромные трудности, крестьяне приступили к возрождению разрушенного хозяйства. В 1921 г. земледельцы Новогригорьевки засеяли зерновыми 2729 десятин. Остальная часть пахотной земли осталась необработанной: не хватало рабочих рук, тягла, инвентаря, посевного материала. Восстановление хозяйства осложнялось ещё и неурожаем, следствием чего был голод. Партийная ячейка, созданная в 1921 г. (секретарь А. Ф. Чванин), и Совет проводили большую организаторскую работу, направленную на улучшение положения населения, прежде всего обеспечение его продовольствием. На учёт были взяты все запасы хлеба, обеспечены продовольствием 2 детских дома, открыта общественная столовая, в которой питалось свыше тысячи детей и взрослых из беднейших семей.
Одной из главных задач партийной ячейки было осуществление ленинского кооперативного плана. В 1923 г. 12 бедняцких семей создали коллективное хозяйство «Общий труд», которое возглавил Л. 3. Онищенко.
За первые годы Советской власти в селе произошли значительные социальные и культурные изменения. К 1925 г. был открыт врачебный пункт, где работали 2 фельдшера. Действовали 4 начальные и неполная средняя школы. В них обучались 442 ученика, работали И педагогов. В сельском клубе были организованы кружки художественной самодеятельности, устраивались концерты и спектакли. Функционировала библиотека.
В 1926 г. в селе были образованы 13 товариществ по совместной обработке земли. Осенью 1930 г. на базе ТОЗов организовано 12 колхозов: им. Ленина, им. Ворошилова, им. Шевченко, «Початок життя», «Червоний шлях», им. Сталина, им. Молотова, им. Чапаева, «Світанок півдня», им. Розы Люксембург, им. 10-летия Октябрьской революции. Зимой 1931 г. самый крупный из них — «Червоний шлях» на деньги, полученные в кредит от государства, приобрел трактор. Встречать его вышло все село. Это был настоящий праздник. По этому поводу состоялся многолюдный митинг крестьян.
Во время голодомора 1932—1933 годов в селе погибли 68 человек.
Весной 1931 г., вместо ранее созданного в Новогригорьевке прокатного пункта «Червона зірка», начала работать машинно-тракторная станция, имевшая в своем распоряжении тракторы и другую технику. В село прибыли посланцы рабочих Ленинграда. Они учили сельскую молодежь управлять трактором. Механизация обработки земли способствовала увеличению валовых сборов зерна. В 1935 г. колхоз «Червоний шлях» собрал по 21,6 цнт пшеницы с каждого га. Выросло общественное животноводство, надои молока составляли 2,5 тыс. литров от фуражной коровы. За достигнутые успехи в развитии зернового хозяйства колхоз в 1940 г. стал участником Всесоюзной сельскохозяйственной выставки и был награждён дипломом 1-й степени, получил премию в размере 10 тыс. рублей. Партийная организация села, в которой насчитывалось 52 коммуниста, уделяла много внимания повышению политической активности колхозников, мобилизации их на высокопроизводительный труд и развертыванию среди них социалистического соревнования. Труженики села приняли активное участие в обсуждении проекта Конституции СССР 1936 г., в проведении выборов в Верховный Совет Союза ССР и местные Советы. Передовики производства — трактористы Новогригорьевской МТС А. И. Гордиенко и П. Ф. Тихий за высокую выработку на тракторах в 1936 г. были удостоены высшей награды — ордена Ленина. Первый из них выработал на тракторе ЧТЗ за год 1028 га, второй на тракторе ХТЗ — 872 га условной пахоты. Укрепление экономики артелей способствовало улучшению материального благосостояния колхозников. В 1939 г. на трудодень они получили 2,5-4,2 кг хлеба и 1,5- 2,5 рубля.
В предвоенные годы значительно изменился внешний облик села. Было сооружено много домов и общественных помещений, благоустроены улицы, радиофицировано более 70 проц. дворов колхозников. В 1940 г. в селе работала участковая больница на 30 коек (6 медработников, в том числе 2 врача). Действовали средняя и 7 начальных школ, в которых 42 учителя обучали 690 учеников. Свой досуг колхозники проводили в сельском клубе, при котором были кружки художественной самодеятельности, демонстрировались звуковые кинофильмы. В клубах проводилась многогранная культурно-просветительная работа. Открылась хата-читальня, которая со временем была преобразована в библиотеку. В 1939 г. в ней насчитывалось около 10 тыс. книг, свыше тысячи читателей. Дальнейшее развитие села прервала война. В день вероломного нападения гитлеровской Германии на Страну Советов трудящиеся Новогригорьевки собрались на митинг, на котором гневно осудили фашистскую агрессию против СССР и обязались досрочно провести уборочные работы. За 12 рабочих дней они полностью выполнили хлебосдачу, в глубокий тыл страны вывезли большую часть собранного зерна, а остальное раздали колхозникам. В августе началась эвакуация материальных ценностей колхозов и машинно-тракторной станции. На Северный Кавказ был отправлен общественный скот, большое количество сельскохозяйственной техники. Туда же эвакуировалось более 700 колхозников. Работники Новогригорьевской МТС вывезли всю технику в Азербайджан. Налеты фашистской авиации затрудняли эвакуацию. И все же кадровые механизаторы Г. Г. Ковш, А. П. Моисеенко, В. И. Овчаров, М. А. Панкратов, И. П. Шахов и другие доставили на место назначения 77 тракторов из 78. За руль этих машин сели украинские механизаторы. В Агдамском районе было укомплектовано 8 тракторных бригад. В 1942 г. эвакуированные механизаторы МТС вместе с колхозниками 12-ти обслуживаемых ими артелей вырастили по 18 цнт зерновых и по 15 цнт хлопка с каждого га. За эти успехи машинно-тракторной станции было присуждено переходящее Красное знамя Наркомзема Азербайджана. После эвакуации знамя было передано в Новогригорьевскую МТС. Ныне оно хранится в Херсонском краеведческом музее.
16 сентября 1941 г. гитлеровские оккупанты захватили Новогригорьевку. Более двух лет они грабили село, издевались над мирными жителями, убивали их. Фашисты расстреляли 113 человек, вывезли на принудительные работы в Германию 200 человек. Отступая под натиском Красной Армии, немецко-фашистские войска уничтожили или повредили 98 зданий, в том числе школу, больницу, ремонтные мастерские МТС и другие производственные и общественные здания. После ожесточенных боев 993-й полк 263-й стрелковой дивизии 28 октября 1943 г. освободил село от немецко-фашистских захватчиков. Мужественно сражались на фронтах Великой Отечественной войны 1257 жителей села Новогригорьевки, 234 из них награждены орденами и медалями Союза ССР. Пулеметчику В. М. Дровнику за мужество и отвагу, проявленные при штурме советскими войсками Кенигсберга, во время которого он уничтожил 200 гитлеровцев и танк, в апреле 1945 г. посмертно присвоено звание Героя Советского Союза. 900 местных жителей погибли в боях за свободу и независимость Родины.
Сразу же после освобождения в Новогригорьевке развернулась большая работа по возрождению колхозов. Возобновила работу машинно-тракторная станция, при которой открылись курсы трактористов. После их окончания в 1944 г. 45 механизаторов вместе с тружениками села включились в борьбу за восстановление коллективных хозяйств. Первый сев был проведен отремонтированными машинами. Вместо лошадей на поле использовали коров. Собирали урожай серпами, косами и единственной косилкой. Вскоре возвратились эвакуированные колхозники. Дела колхозов постепенно улучшались. Если осенью 1944 г. зерновыми удалось засеять лишь 1300 га, то через 3 года под ними было занято 13,2 тыс. га пахотной земли. С большим подъёмом провели новогригорьевцы весенние полевые работы 1945 г. МТС план пахоты выполнила на 161 проц., а план сева — на 130 проц. Тракторная бригада И. П. Шахова годовой план условной пахоты выполнила на 128 проц. и сэкономила более 4 тонн горючего.
Значительные трудности преодолевали и животноводы. В один уцелевший коровник они свели 62 коровы и начали возрождать колхозное стадо. Воинские часта передали колхозам лошадей, а трудящиеся Ставрополья — отару овец. В течение 1945 г. из других районов области колхозы Новогригорьевки получили ещё 120 голов крупного рогатого скота, 460 овец и 127 свиней.
Быстрыми темпами велось жилищное строительство. К 1950 г. в селе было построено 157 жилых домов, открыто 8 магазинов. Работала участковая больница на 30 коек, которую обслуживали 14 медработников, в том числе врач. В трех начальных и средней школе обучались 636 учеников, трудились 34 педагога. Действовали 13 клубов и библиотека, насчитывавшая 24 тыс. книг.
Проводились в жизнь мероприятия партии и правительства, направленные на дальнейший подъём сельского хозяйства. По инициативе коммунистов в 1950 г. все 12 колхозов были объединены в четыре крупные хозяйства. Труженики сельхозартели развернули большую работу, направленную на повышение урожайности зерновых культур в пятой пятилетке. Этому в значительной мере способствовало широкое применение техники (из 62 тракторов и 56 зерновых комбайнов, имеющихся в МТС в 1950 г., половина работала на полях новогригоровских колхозов). Повышалась культура земледелия: колхозники вносили на каждый гектар по 5-7 цнт минеральных удобрений, поля засевали высокоурожайными районированными сортами. Трудящиеся Новогригорьевки соревнуются с тружениками сельхозартели им. Махарадзе Махарадзевского района Грузинской ССР. Это соревнование зародилось ещё в довоенное время. В грозные годы Великой Отечественной войны многие жители села нашли приют у своих друзей. В послевоенное время труженики украинского села помогли своим грузинским братьям увеличить поголовье скота, передав им более 100 коров красной степной породы. А грузинские колхозники прислали в Новогригорьевку саженцы лучших сортов винограда, поделились опытом его выращивания. Грузинские скульпторы оказали помощь в изготовлении для села памятников В. И. Ленину и воинам — уроженцам села, павшим смертью храбрых в борьбе за свободу и независимость Родины в годы гражданской и Великой Отечественной войн. Прочная дружба установилась между коллективом Новогригорьевской МТС и работниками Карвендской МТС Агдамского района Азербайджанской ССР, которые в 1954 г. заключили договор о социалистическом соревновании.
С каждым годом ширится дружба и взаимопомощь новогригорьевцев с тружениками совхоза «Скородное» Плавского района Тульской области. Почти ежегодно, закончив уборку зерновых на своих полях, украинские комбайнеры едут помогать в уборке урожая своим русским братьям.
После сентябрьского (1953 г.) Пленума ЦК КПСС 4 колхоза Новогригорьевки объединились сначала в две сельскохозяйственные артели, а в 1960 г.- в один многоотраслевой колхоз им. Кирова, за которым было закреплено 17 394 га сельскохозяйственных угодий, в том числе 17 300 га пахотной земли и 94 га сада. Здесь впервые в 1960 г. на площади 263 га была посеяна пшеница Безостая 1, урожай которой составил 25,9 цнт с гектара. За трудовые успехи одному из лучших комбайнеров села М. Е. Очередько в 1957 г. было присвоено звание Героя Социалистического Труда. В 1963 г. колхозники вырастили по 20,4 цнт зерна с каждого гектара.
Новыми успехами трудящиеся Новогригорьевки ознаменовали восьмую пятилетку, достойно встретили знаменательную дату — 50-летие Советской власти. Колхоз в 1967 г. занял второе место в районе по урожайности зерновых, собрав по 28,3 цнт с гектара. Из года в год труженики села увеличивали урожайность. Если в первый год пятилетки было выращено но 22,6 цнт, то в завершающем году — 28,3 цнт зерновых с гектара. Денежные доходы в 1970 г. составили 1,1 млн рублей.
Благотворное влияние на дальнейшее развитие и укрепление экономики колхоза оказали решения мартовского (1965 г.) Пленума ЦК КПСС, в которых разработана научная программа ведения сельского хозяйства на современном этапе. Оснащение хозяйства мощной техникой и более рациональное её использование дали возможность повысить культуру земледелия, в сжатые сроки проводить все полевые работы. Прежде всего была укреплена материально-техническая база колхоза. На полях колхоза работало 112 тракторов, 35 комбайнов, 32 грузовых автомобиля и другие сельскохозяйственные машины, которыми обрабатывалось 15,8 тыс. га сельскохозяйственных угодий, в том числе 15,4 тыс. га пахотной земли, из них 494 га — орошаемых. На фермах колхоза насчитывалось 4,5 тыс. голов крупного рогатого скота, в том числе 1,3 тыс. коров, более 4 тыс. свиней, 6,1 тыс. овец. Труженики колхоза широко развернули социалистическое соревнование за перевыполнение взятых обязательств по производству мяса, молока, яиц и другой сельскохозяйственной продукции. Колхозники добились в девятой пятилетке среднегодовой урожайности зерновых культур по 27,8 цнт с каждого гектара, на 100 га сельскохозяйственных угодий выработали по 35,1 цнт мяса и по 189 цнт молока.
Претворяя в жизнь решения XXV съезда партии, новогригорьевцы с подъёмом трудились в десятой пятилетке. Колхозники, несмотря на сложные климатические условия, вырастили с гектара по 19,5 цнт, а от фуражной коровы надоили по 2560 кг молока. Животноводы колхоза в расчете на 100 га сельскохозяйственных угодий произвели по 41,1 цнт мяса и по 216 цнт молока. Труженики колхоза прилагают много усилий, чтобы успешно выполнить планы одиннадцатой пятилетки. В 1981 г. урожайность зерновых составляла по 23,4 цнт с каждого га, на 100 га сельскохозяйственных угодий выработано по 300 цнт молока и по 43,9 цнт мяса. Общий денежный доход хозяйства составил 938 720 рублей.
Родина по достоинству оценила доблестный труд передовиков. Более 150 тружеников награждены орденами и медалями Союза ССР. Тракторист колхоза И. Д. Щеглов удостоен орденов Октябрьской Революции и «Знак Почета». Отряд передовиков колхозного производства с каждым годом увеличивается. Так, доярка А. И. Петренко в 1980 г. надоила от фуражной коровы по 3238 кг молока. Высоких результатов в труде добивается А. И. Борзов, более четверти века работающий трактористом. За десятую пятилетку он в два раза перевыполнил плановое задание по пахоте, сэкономив 9 тонн горючего, и в два раза — план по экономии средств на ремонте трактора. Если в среднем по колхозу за десятую пятилетку на эталонный трактор выработано пахоты 5120 га, то у А. Н. Борзова этот показатель равен 14 966 гектарам.
В селе сложился ряд династий хлеборобов. С 1949 г. трудится в колхозе комбайнер И. М. Шапошник, трое его сыновей также начинали свою деятельность комбайнерами. Старший сын Анатолий окончил сельскохозяйственный техникум и ныне работает механиком в Новогригорьевском межхозяйственном предприятии по производству свинины, Иван после 10 классов стал механизатором.
Растет производственная мощность отделения сельхозтехники, которое обслуживает 7 колхозов Генического района. Автопарк сельхозтехники насчитывает 28 грузовых и других автомобилей. Объём выполненных в 1981 г. работ составил 165,8 тыс. руб. Многие труженики сельхозтехники отмечены правительственными наградами, из них орденом Ленина и двумя орденами Трудового Красного Знамени — слесарь В. В. Певний, орденом Ленина — токарь А. М. Грунчев. В 1980 г. в Новогригорьевке начало действовать межхозяйственное сельскохозяйственное предприятие по производству свинины, за которым закреплено 8,4 тыс. га сельскохозяйственных угодий, в том числе 8,3 тыс. га пахотной земли. На фермах хозяйства насчитывается 2,4 тыс. голов крупного рогатого скота, в том числе 362 коровы, 3,4 тыс. свиней, 2,3 тыс. овец. Более 400 человек из 905 трудоспособных колхозников стали работниками межхозяйственного предприятия. В одиннадцатой пятилетке оно превращается в крупный центр по производству свинины. В 1981 г. на его фермах было откормлено 2735 свиней, а в 1982 г.- 9,5 тыс. голов. За годы девятой и десятой пятилеток заметно изменилась Новогригоровка. Построено современное здание торгового центра, а учителя средней школы отпраздновали новоселье в новом двухэтажном жилом доме. Село украсилось новыми жилыми домами, зданиями сельского Совета, правления колхоза. Здесь заасфальтировано 5 км дороги.
Значительно повысился жизненный уровень трудящихся. В 1981 г. среднемесячная зарплата колхозника-полевода составляла 126 руб., животновода — 160 руб., механизатора −138 руб. Неуклонное повышение оплаты труда дает возможность жителям села полнее удовлетворять свои бытовые и культурные запросы, потребности в современной мебели, добротной одежде, дорогостоящих предметах быта и т. п. В 1980 г. только через магазины сельпо новогригорьевцы приобрели 117 телевизоров, 342 велосипеда, 485 часов, 109 холодильников, 100 радиоприемников, 38 мотоциклов и многие другие предметы культурно-хозяйственного обихода. Товарооборот магазина по сравнению с девятой пятилеткой увеличился на 7,6 процента. Большое внимание уделяется развитию здравоохранения. В участковой больнице на 50 коек трудятся 67 медработников, в том числе 4 врача. Многие годы работает в больнице врач-терапевт Е. А. Литвинова, награжденная в 1971 г. орденом Трудового Красного Знамени. Значительные изменения произошли в области народного образования. К услугам детей средняя школа, в которой есть кабинеты химии, биологии, математики, украинского языка и литературы, физики, ленинский зал, пионерская комната. В ней обучается 347 учеников, работает 24 педагога. Для детей, проживающих в окрестных селах и поселках, имеется интернат. Многое сделано для организации содержательного отдыха населения. В доме культуры работают кружки художественной самодеятельности, в которых принимает участие более 200 тружеников. Действуют также 3 клуба; в каждой бригаде, на животноводческих фермах — красные уголки. В сельской библиотеке, книжный фонд которой насчитывает 34 850 экземпляров, систематически проводятся читательские конференции, литературные вечера, диспуты, обзоры новинок литературы. В жизнь тружеников села вошли новые обряды: праздники урожая, посвящение в хлеборобы, вечера трудовой славы, проводы призывников в Советскую Армию и другие.
Большую работу проводит первичная организация Украинского общества охраны памятников истории и культуры, объединяющая 400 членов. Коллективными членами общества стали колхоз им. Кирова, отделение сельхозтехники, участковая больница и сельское потребительское общество. В 1969 г. в селе сооружен памятник В. И. Ленину, в 1977 г.- С. М. Кирову; установлен бюст Героя Советского Союза В. М. Дровника. Имя В. М. Дровника занесено в списки учащихся Новогригоровской средней школы, в которой он учился, и в списки механизаторов колхоза им. Кирова. Его именем названы улицы в Геническе и Херсоне. В честь односельчан, погибших на фронтах гражданской и Великой Отечественной войн, сооружен памятник. Трудящиеся Новогригорьевки поддерживают постоянные связи с бывшими воинами 993-го стрелкового полка 263-й стрелковой дивизии. В мае 1977 г. они торжественно встречали группы ветеранов, посетивших село и братскую могилу, в которой похоронены советские воины, павшие в бою при освобождении Новогригорьевки. В авангарде всех славных дел трудящихся идут коммунисты. В четырёх парторганизациях (колхоза им. Кирова, межхозяйственного сельскохозяйственного предприятия, отделения сельхозтехники и территориальной) объединены 134 члена КПСС. Почти половина из них — колхозные коммунисты. Плодотворно действует сельский Совет народных депутатов, в который избраны 40 человек. В числе депутатов — 17 колхозников, 14 — рабочих; 15 депутатов — коммунисты, 8 — комсомольцы; 20 — женщины. Бюджет Совета в 1982 г. составлял 236,1 тыс. руб., в том числе на здравоохранение израсходовано 133,4 тыс. руб., народное образование — 79,5 тыс. руб., развитие культуры — 7,9 тыс. руб. Кроме того, из районного бюджета для этих целей ассигновано 13,7 тыс. рублей. В селе −11 профсоюзных организаций, насчитывающих 1675 членов. Деятельность профсоюзных организаций направлена прежде всего на улучшение условий труда и быта новогригорьевцев, на привлечение трудящихся к управлению производством. Надежными помощниками коммунистов являются комсомольцы. В 5 комсомольских организациях объединены 250 членов ВЛКСМ.